# Vicente Riva Palacio
Vicente Riva (Cidade do México, 16 de outubro de 1832—Madri, 22 de novembro de 1896) foi um escritor, policial, militar e jurista mexicano.

## Obras

### Teatro
- Las liras hermanas (1871)
  - Odio hereditario (1861)
  - La politicomanía (1862)
  - La hija del cantero (1862)
  - Temporal y eterno (1862)
  - Borrascas de un sobretodo (1861)
  - Martín el demente (1862)
  - La catarata del Niagara (1862)
- El tirano doméstico (1861)
- Una tormenta y un iris (1861)
- El incendio del portal (1861)
- La ley del uno por ciento (1861)
- Nadar y en la orilla ahogar (1862)
- Un drama anónimo (1862)
- La policía casera (1862)

### Novelas
- Monja y casada, virgen y mártir (1868)
  - Martín Garatuza (1868)
- Calvario y Tabor (1868)
- Las dos emparedadas (1869)
- Los piratas del golfo (1869)
- La vuelta de los muertos (1870)
- Memorias de un impostor, don Guillén de Lampart, rey de México (1872)
- Un secreto que mata (1917)

### Ensaios
- El libro rojo, coautor com Manuel Payno (1871)
- Historia de la administración de don Sebastián Lerdo de Tejada (1875)
- Historia de la guerra de intervención en Michoacán (1896)
- México a través de los siglos, parte 2: El virreinato. Historia de la dominación española en México desde 1521 a 1808 (1884-1889)
- Los Ceros: galería de contemporáneos (1882).

### Contos
- Cuentos de un loco (1875)
- Cuentos del general (1896)

### Poesias
- Poesía completa
  - Flores del alma (1875)
  - Páginas en verso (1885)
  - Mis versos (1893)
- Adiós, mamá Carlota (1866)
- Tradiciones y leyendas mexicanas, coautor com Juan de Dios Peza (1885)
- Vicente Riva Palacio. Antología (1976)